# Panzerzug Pantera
Der Panzerzug Pantera (deutsch: Panther) war ein improvisierter polnischer Panzerzug während des dritten schlesischen Aufstandes von 1921.

## Geschichte
Als am 2. Mai 1921 der dritte schlesische Aufstand begann, setzten die Aufständischen eine größere Anzahl an Panzerzügen ein, darunter auch den Panzerzug Pantera. Dieser wurde zwischen dem 13. Mai mit Wagen aus Polen in Bielszowice zusammengestellt und in Dienst genommen. Nach dem ersten Juni 1921 und der Gründung der Panzerzugdivisionen erhielt er die Nummer 12 und wurde Teil der 6. Panzerzugdivision mit der Bezeichnung Pociąg pancerny 12 „Pantera“ (kurz: P.P., deutsch: Panzerzug).

## Technische Daten

### Lokomotiven

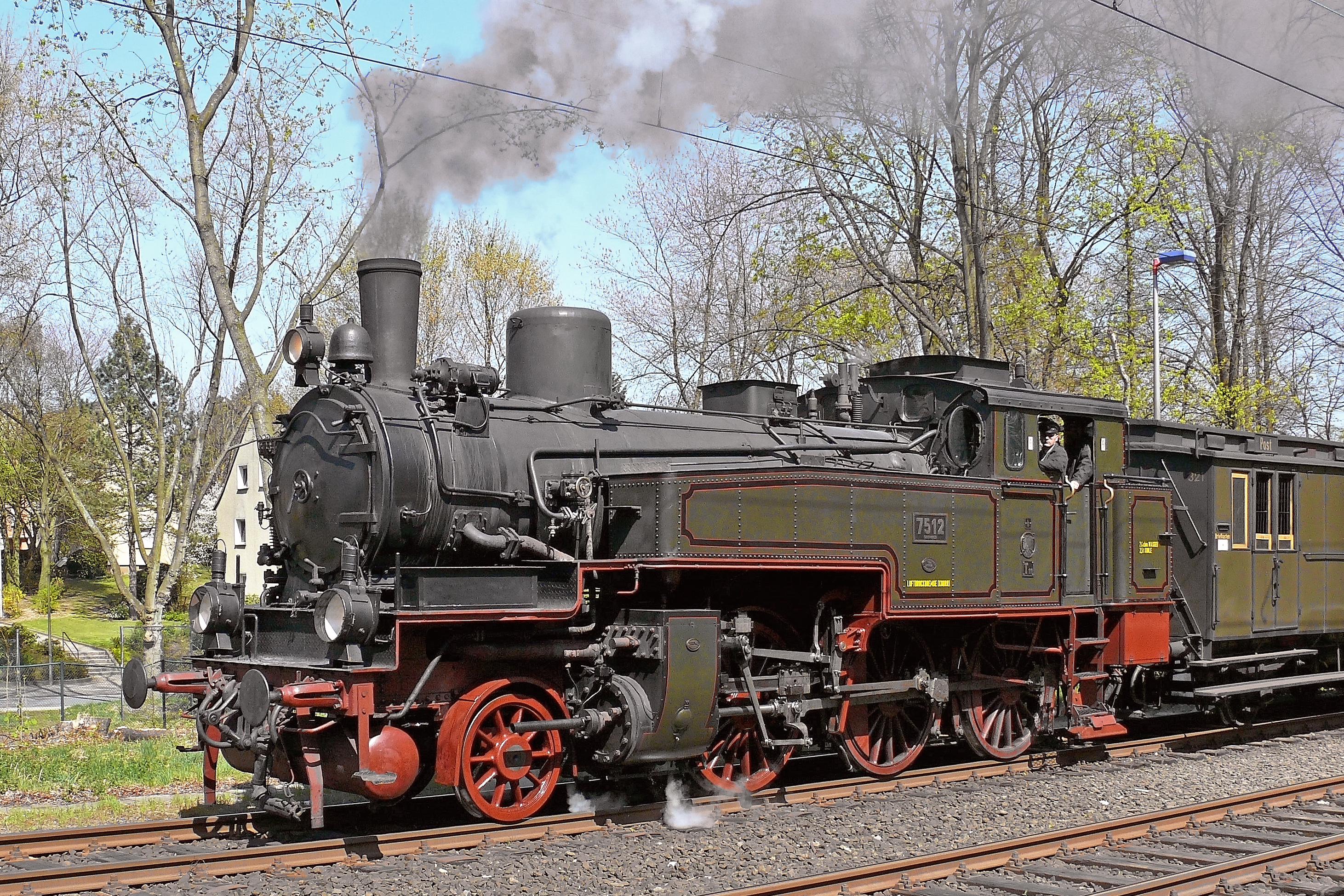
Ungepanzerte Preußische T 11

Die genutzte Dampflokomotive des Panzerzug Pantera war eine teilweise gepanzerte Preußische T 11. Sie wurde mit 10-mm dicken Stahlplatten gepanzert, jedoch nur der Führerstand und der Kessel. Gebaut wurde diese Dampflokomotive 1908 bei der Union Gießerei Königsberg mit der Werksnummer Union 1694/1908. Bei den Preußischen Staatseisenbahnen fuhr sie mit der Bezeichnung Bromberg 7516. Nach dem Ersten Weltkrieg wurde sie an Polen übergeben und erhielt die Seriennummer OKi1-51.

### Artilleriewagen
Für den Panzerzug Pantera waren zwei Artilleriewagen geplant. Über den ersten Wagen gibt es keinerlei Informationen. Beim zweiten Artilleriewagen ist lediglich die Seriennummer 42418 bekannt. Die genaue Ausrüstung oder ob die Wagen wirklich ausgeliefert wurden, ist unbekannt.

### Maschinengewehrwagen
Weiterhin sollte der Panzerzug Pantera über vier Maschinengewehrwagen verfügen. Der erste war ein zweiachsiger und gepanzerte Kalkwagen mit der Seriennummer 26980. Auch der zweite Maschinengewehrwagen war ein ehemaliger Kalkwagen mit der Seriennummer 203132 Bei den Maschinengewehrwagen drei und vier sind lediglich die Seriennummern bekannt. Vermutlich warnen auch diese Wagen, 60881 und 13310 nur geplant und nicht dem Zug zugeführt worden.

### Sturmwagen
Der Sturmwagen des Panzerzuges war für den Transport eine Infanterie-Sturmzuges vorgesehen. Dieser Wagen war ein zweiachsiger, gedeckter Güterwagen aus Holz, Er wurde Beton und Holzbrettern gepanzert und hatte die Seriennummer 2666.

### Abstoßwagen
Am Anfang und Ende und Zuges befand sich je ein zweiachsiger Flachwagen, welcher als Abstoßwagen genutzt wurden. Diese sollten als erste auf mögliche Minen oder beschädigte Gleise auffahren und somit den Panzerzug schützen. Zusätzlich wurde Material für den Gleisbau darauf transportiert. Diese hatten die Seriennummern 29028 und 104169.

## Einsatz
Der Panzerzug Pantera wurde nie in Gefechten eingesetzt, da er nicht vollständig bewaffnet wurde. Der Verbleib des Panzerzuges ist unbekannt.

## Zugzusammensetzung
Da der Panzerzug nie komplett ausgerüstet wurde, kann eine genaue Wagenreihung nicht angegeben werden.